# Myth Tarn
Der Myth Tarn ist ein Gebirgssee im Southland District der Region Southland auf der Südinsel von Neuseeland.

## Geographie
Der Myth Tarn befindet sich rund 11,5 km ostsüdöstlich des Emelius Arm, der Teil des Taiporoporo / Charles Sound ist, und rund 9,3 km südsüdöstlich des Taitetimu / Caswell Sound. Der See, der auf einer Höhe von ca. 630 m liegt, umfasst eine Fläche von rund 27,8 Hektar und besitzt einen Seeumfang von rund 2,52 km. Bei einer Nordwest-Südost-Ausdehnung erstreckt sich der See über eine Länge von rund 1,09 km und misst an seiner breitesten Stelle rund 330 m in Südwest-Nordost-Richtung.
Gespeist wird der Myth Tarn von einigen wenigen Gebirgsbächen. Seine Entwässerung findet an dem östlichen Ende des Sees über einen nicht näher bezeichneten Bach statt. Rund 450 Flusskilometer weiter östlich fällt dieser über die Ribbon Falls zu Tal.